# Frigento
Frigento es uno de los 119 municipios o comunas ("comune" en italiano) de la provincia de Avellino, en la región de Campania. Con cerca de 4.100 habitantes, según el censo de 2005, se extiende por un área de 37,75 km², teniendo una densidad de población de 108,61 hab/km². Colinda con los municipios de Carife, Flumeri, Gesualdo, Grottaminarda, Guardia Lombardi, Rocca San Felice, Sturno, y Villamaina.

## Vino
SALACONE - Aglianico campania DOC, ADES - Aglianico campania IGT, MEPHYTIS - Coda di volpe campania IGT.

## Demografía
| Gráfica de evolución demográfica de Frigento entre 1861 y 2001 |
|                                                                |
| Fuente ISTAT - elaboración gráfica de Wikipedia                |